# 서울문영여자고등학교
서울문영여자고등학교(서울文英女子高等學校)는 대한민국 서울특별시 관악구 봉천동에 있는 사립 고등학교이다.

## 학교 연혁
- 1920년 6월 : 한규설이 민족의식의 고취와 독립 사상의 배양을 위하여 이상재, 최규동, 남궁훈 등 100여 명과 함께 조선교육회를 창립하고 이를 조선민립대학기성회로 발전
- 1922년 11월 23일 : 조선민립대학기성준비회 결성
- 1923년 : 한규설이 수표정 42번지(현 중구 청계천로 108 부근) 조선교육협회 회관기지(대지) 350평, 건물 약 150평, 충북 진천군과 경기도 광주군 소재 전답 8만여 평을 조선교육 협회에 기부
- 1925년 7월 25일 : 실업학교령에 의거하여 경성여자상업학교(현 서울여자상업고등학교) 설립 신청
- 1926년 4월 1일 : 청석골 80번지(현 종로구 인사동11길)에서 수업연한 본과 3년, 전수과 1년으로 경성여자상업학교 설립 인가 및 개교
- 1991년 11월 7일 : <교육법 제85조 동시행령 제55조> 에 의거 서울문영여자고등학교 24학급 설립 인가
- 1992년 3월 1일 : 제1대 교장 정정헌 선생 취임
- 1992년 3월 2일 : 8학급 신입생 403명 교사 14명으로 개교 및 제1회 입학식 거행
- 1995년 2월 14일 : 제1회 졸업식 거행
- 2010년 12월 7일 : 학교법인 문영학원 제5대 이사장으로 박종세 선생 취임
- 2023년 1월 26일 : 제29회 졸업(졸업생누계 8,947명)
- 2023년 3월 1일 : 제10대 황상훈 교장 취임

## 참고 자료
- 서울문영여자고등학교 - 한국교육학술정보원 학교알리미

## 근접한 학교
- 서울문영여자중학교
- 서울여자상업고등학교